# Prélude et fugue en mi majeur (BWV 878)
Le Clavier bien tempéré II
Pour un article plus général, voir Le Clavier bien tempéré.
Le prélude et fugue en mi majeur (BWV 878) est le neuvième couple de préludes et fugues du second livre du Clavier bien tempéré de Jean-Sébastien Bach, compilé de 1739 à 1744.
Ce diptyque rayonne d'un bonheur sacré. C'est d'abord la joie sereine et angélique du prélude. Puis la fugue, « un chef-d’œuvre du Stile antico », exprime un bonheur paradisiaque sur un sujet connu depuis le XVe siècle, que Bach emprunte à Fischer.

## Prélude
Le prélude, noté 
, comprend 54 mesures.
C'est une sorte de pastorale extraite d'une suite rayonnant d'un bonheur sacré. Il s'organise en deux parties avec reprises, AA – BB, respectivement de 24 et 30 mesures. La première partie est faite de séquences quasi symétriques de quatre mesures et quelques assouplissements : 4, 4, 5, 4, 3, 4 ; que la seconde reproduit : 4, 3, 5, 4, 3, 5, 5, 4. Dans la deuxième section, le thème évolue sur des marches harmoniques et des pédales.

## Fugue
La fugue à quatre voix, notée , est longue de 43 mesures. 
Il s'agit d'« un chef-d’œuvre du Stile antico » du Clavier bien tempéré et une démonstration de contrepoint. L'atmosphère est celle d'un bonheur paradisiaque dans le caractère des polyphonies de la Renaissance.
Le sujet, qui n'émane pas de Bach, se rattache à une longue tradition. C'est un motif grégorien, parfaitement chantant — à l'allure conventionnelle et sévère — emprunté à la fugue de la même tonalité dans l’Ariadne musica de Fischer, comme le précise la copie de Kirnberger (c'est également la provenance du sujet de la fugue en sol mineur du premier livre). Mais il figure également dans un ricercare en mode phrygien de Froberger. La tradition est encore plus ancienne et remonte à Josquin (Hymne Pange lingua : « Chante, ô ma langue, le mystère de ce corps très glorieux »). Bach réutilise le thème pour le canon destiné à la société Mizler (au ténor). Après Bach, on le retrouve chez Fux puis chez Mozart, dans le finale de la Symphonie « Jupiter » (quatre premières notes), où le compositeur lui fait subir toutes les subtilités contrapuntiques.

L'écriture qui se veut archaïsante est modelée sur le ricercare ou l'écriture vocale du motet, très proche de Palestrina et pour ce qui concerne ses discrètes modulations, Bach paraît être l'émule « ardemment antichromatique de Heinrich Schütz ». Dans la totalité de la fugue, il porte son attention sur la conduite du sujet, dans un langage limpide.
L'exposition est sobre (mesure 1–9). Entrent successivement basse, ténor, alto et soprano ; puis Bach use du procédé de strette pour élaborer un canon à une demi-mesure de distance entre l'alto, le ténor, avec la basse et le soprano en imitation (mesures 9–16),, où le contre-sujet est traité de la même manière (ténor, soprano, alto, basse). La troisième entrée, mesure 16, se fait à une mesure de distance cette fois et accompagnée d'un nouveau motif chromatique. Les entrées se font dans l'ordre, alto, soprano, puis basse, ténor (mesures 19–20). Suivent deux divertissements mesures 23–26 et 27–34. Bach y utilise diminution puis renversement à jets rapprochés, insérant le sujet à l'alto au milieu de ce groupe, mesures 30–31.
Le contre-sujet, pour sa part, en noires et croches, permet de mettre en valeur les rondes et blanches du sujet et prend part aux strettes du sujet. Les entrées suivantes utilisent un canon (deux temps de décalage) par trois fois en montant vers l'aigu : ténor-basse ; alto-ténor ; soprano-alto, dans la troisième exposition (mesures 16–20). Ils fournissent le contrepoint au sujet et sa réponse en strette à une mesure, respectivement à l'alto-soprano puis à basse-ténor.

## Relations
Si le thème du prélude est limité à deux brèves notes, suivi d'une descente de trois notes, la fugue reproduit exactement ce dessin particulier.

## Manuscrits
Les manuscrits considérés comme les plus importants sont de la main de Bach lui-même ou d'Anna Magdalena. Ils sont :
- source « A », British Library Londres (Add. MS. 35 021), compilé dans les années 1739–1742[9]. Comprend 21 paires de préludes et fugues : il manque  ut  mineur, ré majeur et fa mineur (4, 5 et 12), perdues[9] ;
- source « B », Bibliothèque d'État de Berlin (P 430), copie datée de 1744, de Johann Christoph Altnikol[10].

Ces deux manuscrits sont en outre complétés, pour ce numéro, de la copie Kirnberger, qui porte la mention de l'origine de Fischer du sujet de la fugue.

## Postérité
Mozart a donné une transcription de cette fugue à quatre voix, K. 405/3 (1782) avec quatre autres, pour quatuor à cordes.
Théodore Dubois en a réalisé une version pour piano à quatre mains, publiée en 1914.